# Lenkerville, Pennsylvania
Lenkerville, Pennsylvania (енгл. Lenkerville) насељено је место без административног статуса у америчкој савезној држави Пенсилванија.

## Демографија
По попису из 2010. године број становника је 550.
| Група             | 2000.    | 2010.       |
| Белци             | 0 (0,0%) | 522 (94,9%) |
| Афроамериканци    | 0 (0,0%) | 13 (2,4%)   |
| Азијати           | 0 (0,0%) | 2 (0,4%)    |
| Хиспаноамериканци | 0 (0,0%) | 8 (1,5%)    |
| Укупно            | 0        | 550         |